# ウォリック城

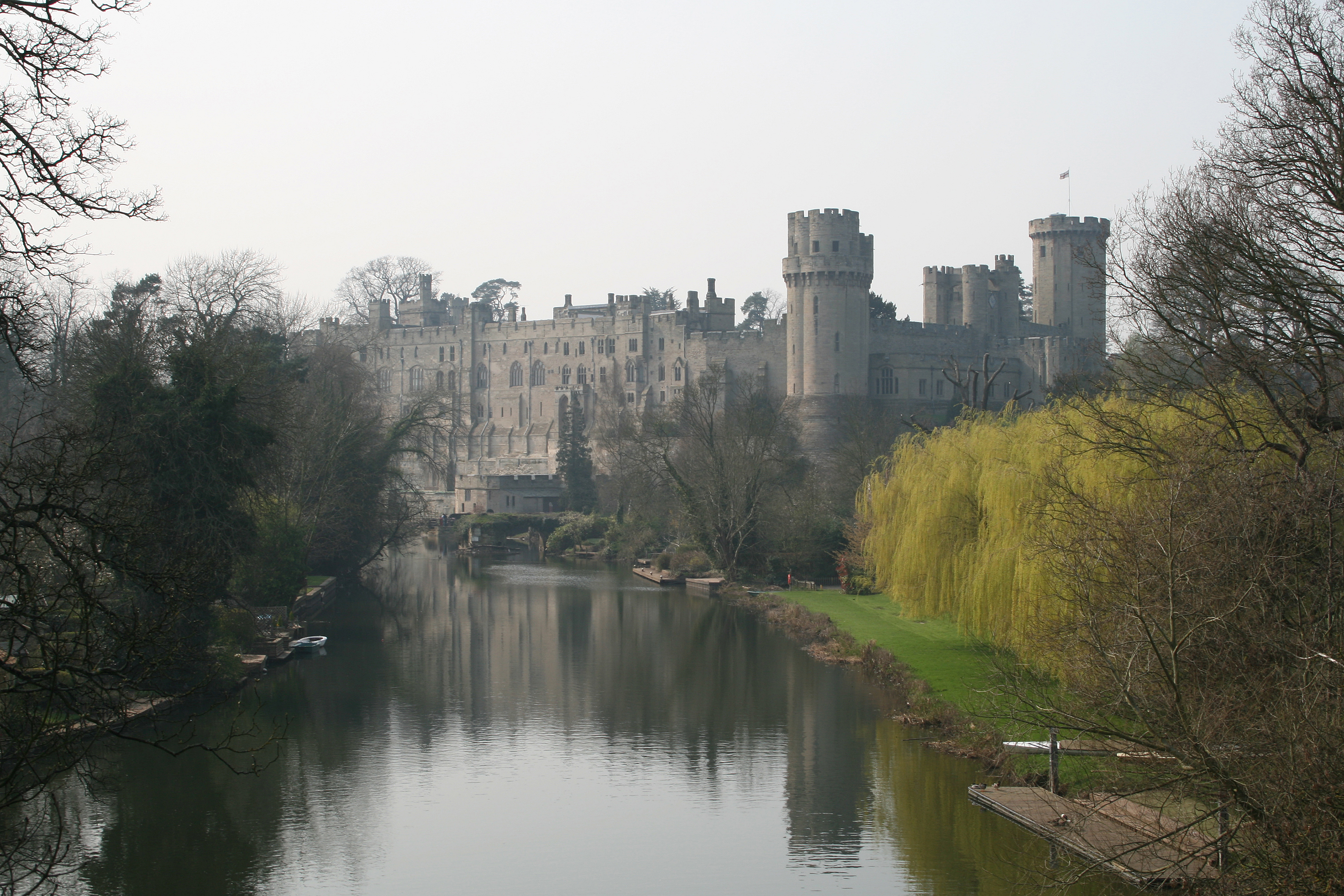
東側から（エイヴォン川から）見たウォリック城

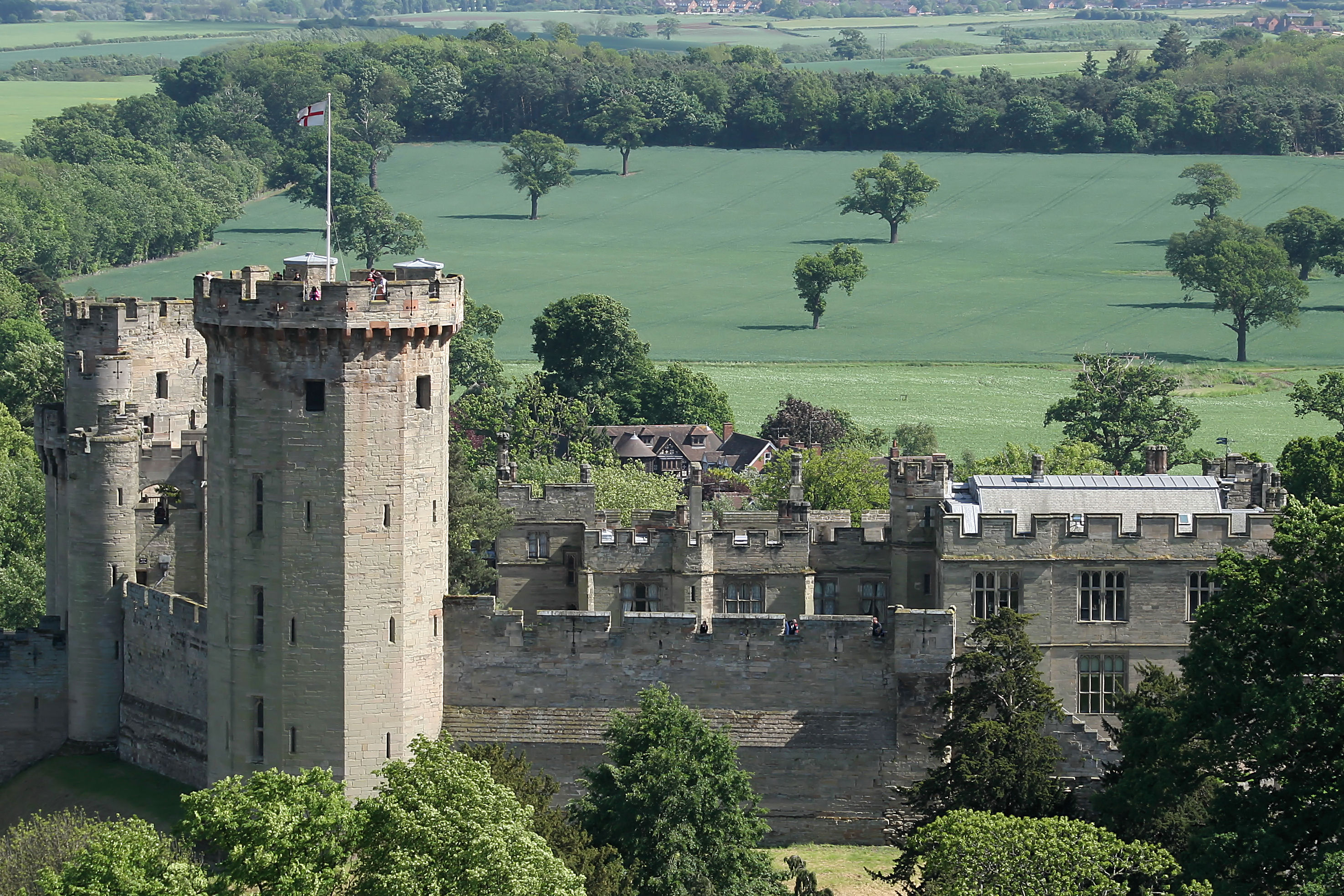
聖メアリー教会から見たウォリック城

ウォリック城（ウォリックじょう、Warwick Castle）は、イングランド中部ウォリックシャーのウォリックにある中世の城。エイヴォン川に臨む崖の上に建っている。元はアングロ・サクソン人の砦（914年建築）があった場所（またはその近辺）に、1068年、ウィリアム征服王によって建築された。17世紀初頭まで軍事拠点として使用された。
1088年以降、ウォリック伯に所有され、その権力の象徴となった。1153年にアンジュー伯アンリ（後のヘンリー2世）に接収され、囚人を閉じ込めるために使われた。例えば14世紀のポワティエの戦いにおける捕虜がここに収監された。“ウォリックのキングメイカー”リチャード・ネヴィルの所有時代にはエドワード4世王を監禁するために使用された。ウォリック城は規模、費用、歴史的・社会的地位に関してウィンザー城とよく比較される。
11世紀に建築されて以来、この城は改築されつづけている。元来は木製だったモット・アンド・ベーリーは12世紀に石製のものに代えられた。百年戦争の期間には要塞として強化され、14世紀の典型的な軍事建造物となった。
17世紀には敷地に庭園が作られた。1978年、レジャー会社タッソー・グループ（The Tussauds Group）によって買収されて観光地となった。指定遺跡（Scheduled Ancient Monument）かつ第一級指定建築物（Listed building）として、英国政府から保護されている。

## ギャラリー
- グレイト・ホール
- ダイニングルーム
- ドローイングルーム
- 武器庫
- 廊下